# Campeonato de Lituania de Ciclismo Contrarreloj
Los Campeonatos de Lituania de Ciclismo Contrarreloj se organizan anual e ininterrumpidamente desde el año 1997 para determinar el campeón ciclista de Lituania de cada año, en la modalidad. 
El título se otorga al vencedor de una única carrera, en la modalidad de Contrarreloj individual. El vencedor obtiene el derecho a portar un maillot con los colores de la Bandera de Lituania hasta el campeonato del año siguiente, solamente cuando disputa pruebas Contrarreloj.

## Palmarés

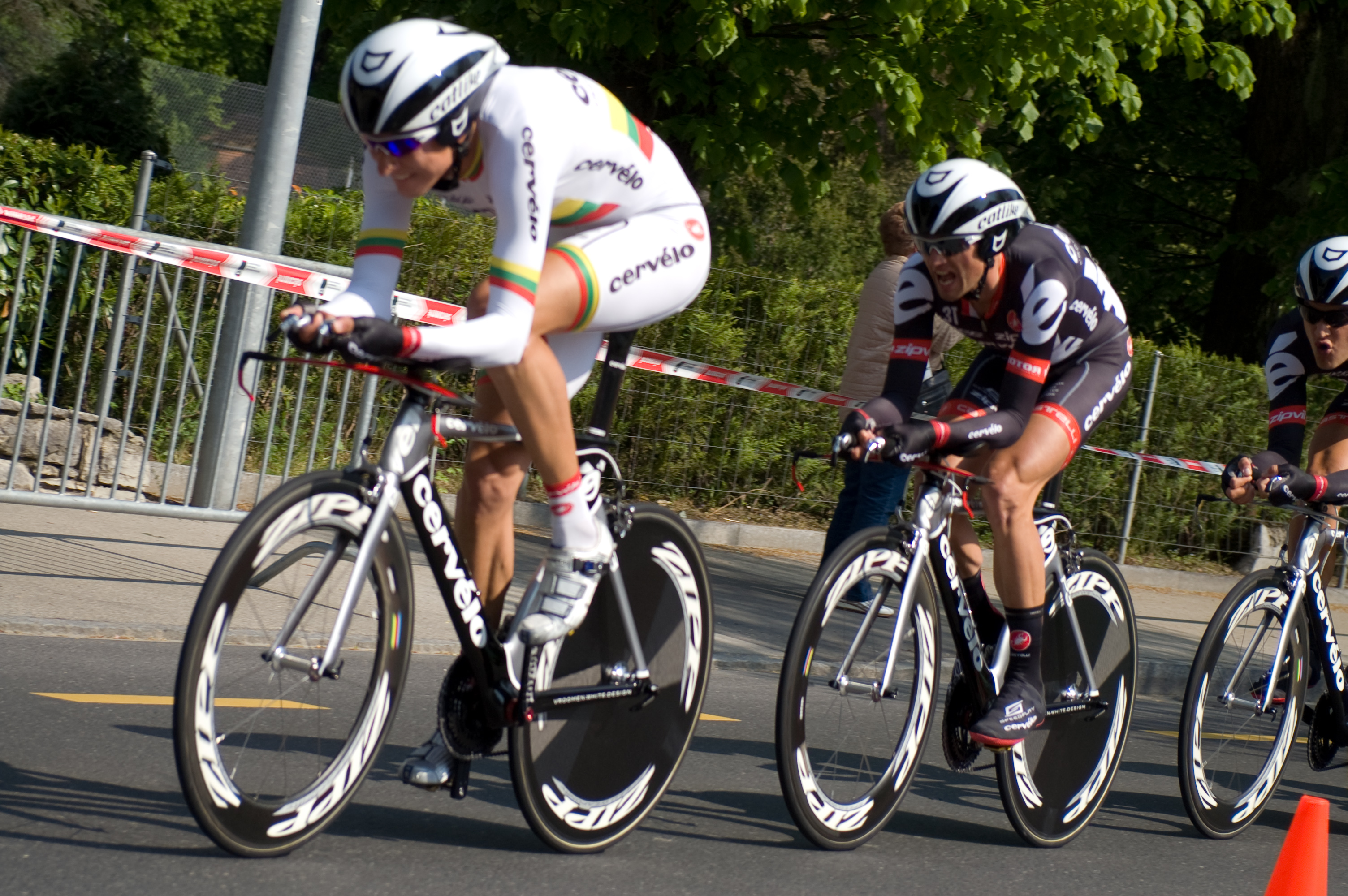
Ignatas Konovalovas con el maillot de campeón nacional contra el crono

| Año  | Vencedor             | Segundo              | Tercero              |
| 1997 | Raimondas Vilčinskas | Remigius Lupeikis    | Arturas Trumpauskas  |
| 1998 | Raimondas Vilčinskas | Remigius Lupeikis    | Raimondas Rumsas     |
| 1999 | Raimondas Rumsas     | Arturas Kasputis     | Raimondas Vilčinskas |
| 2000 | Remigius Lupeikis    | Dariusz Strole       | Linas Balciunas      |
| 2001 | Remigius Lupeikis    | Linas Balciunas      | Raimondas Rumsas     |
| 2002 | Raimondas Vilčinskas | Remigius Lupeikis    | Mindaugas Goncaras   |
| 2003 | Tomas Vaitkus        | Raimondas Vilčinskas | Dainius Kairelis     |
| 2004 | Tomas Vaitkus        | Vytautas Kaupas      | Gediminas Bagdonas   |
| 2005 | Raimondas Rumsas     | Tomas Vaitkus        | Ignatas Konovalovas  |
| 2006 | Raimondas Rumsas     | Ignatas Konovalovas  | Gediminas Bagdonas   |
| 2007 | Gediminas Bagdonas   | Ignatas Konovalovas  | Evaldas Šiškevicius  |
| 2008 | Ignatas Konovalovas  | Tomas Vaitkus        | Evaldas Šiškevicius  |
| 2009 | Ignatas Konovalovas  | Evaldas Šiškevicius  | Ramūnas Navardauskas |
| 2010 | Ignatas Konovalovas  | Evaldas Šiškevicius  | Ramūnas Navardauskas |
| 2011 | Gediminas Bagdonas   | Ramūnas Navardauskas | Evaldas Šiškevicius  |
| 2012 | Ramūnas Navardauskas | Ignatas Konovalovas  | Gediminas Bagdonas   |
| 2013 | Ignatas Konovalovas  | Gediminas Bagdonas   | Ramūnas Navardauskas |
| 2014 | Ramūnas Navardauskas | Ignatas Konovalovas  | Gediminas Bagdonas   |
| 2015 | Ramūnas Navardauskas | Gediminas Bagdonas   | Ignatas Konovalovas  |
| 2016 | Ignatas Konovalovas  | Paulius Siskevicius  | Raimondas Rumšas     |
| 2017 | Ignatas Konovalovas  | Gediminas Bagdonas   | Raimondas Rumšas     |
| 2018 | Gediminas Bagdonas   | Ramūnas Navardauskas | Evaldas Šiškevicius  |
| 2019 | Gediminas Bagdonas   | Evaldas Šiškevicius  | Ramūnas Navardauskas |
| 2020 | Evaldas Šiškevicius  | Gediminas Bagdonas   | Venantas Lašinis     |
| 2021 | Evaldas Šiškevicius  | Aivaras Mikutis      | Venantas Lašinis     |
| 2022 | Aivaras Mikutis      | Evaldas Šiškevicius  | Venantas Lašinis     |
| 2023 | Aivaras Mikutis      | Venantas Lašinis     | Rokas Kmieliauskas   |
| 2024 | Venantas Lašinis     | Kristupas Mikutis    | Rokas Kmieliauskas   |
| 2025 | Aivaras Mikutis      | Rokas Kmieliauskas   | Lukas Talačka        |